# ドレスデンのオーケストラのために
協奏曲 ト短調『ドレスデンのオーケストラのために』（Concerto in sol minore "Per l'orchestra di Dresda"）RV.577は、アントニオ・ヴィヴァルディが作曲した協奏曲の一つ。

## 概要
手稿譜はトリノ国立図書館フォア・コレクションが所蔵する。この協奏曲の献呈先であるドレスデンのオーケストラ、ドレスデン宮廷管弦楽団は当時、ヴィヴァルディの親友であるピゼンテルが監督を務めていた。こうしてヴィヴァルディとドレスデンのオーケストラとの親接な関係が出来上がった。また、このオーケストラの大きな特徴は、管楽器群のレベルが高いことであった。特に第3楽章のはじめの主題では、ファゴットに難しい技術を要求している。

## 編成
- 独奏：ヴァイオリン、リコーダー2、オーボエ2、ファゴット
- 合奏：ヴァイオリン2、ヴィオラ、通奏低音

## 楽曲解説

### 第1楽章
Allegro、4分の4拍子。手稿譜には速度表示が表示されていないが、通常の急速楽章と考えて問題はないだろう。冒頭部のトゥッティで示されているされているリトルネロ主題は弦楽器でのシンコペーションリズムの中に、オーボエとファゴットのソロも含んでいる。ヴァイオリンの活躍が大きいが、管楽器の活躍も決して小さくはなく、2回目のソロであるヴァイオリンとオーボエとが組んでのソロは聴き応えがある。しかしながら、リコーダーにはわずかなソロが与えられるだけである。

### 第2楽章
Largo non molto、4分の3拍子。前半部分8小節、後半部分10小節の短い緩徐楽章。それぞれには反復が与えられている（反復する際には、装飾を伴った演奏が期待されている）。独奏楽器として用いられるのはヴァイオリン、オーボエのどちらかであるが、この楽章にそぐうのはオーボエの方であろう。

### 第3楽章
Allegro、4分の3拍子。音程が上下に大きく動くことが特徴のリトルネロ。この部分のファゴットの動きは《海の嵐》に似ていて、難しい技術を要求している。この楽章においてのソロは主にヴァイオリンが担当している。また、ファゴットはこのヴァイオリン・ソロの伴奏を担当している。第1楽章とは異なり、管楽器群のソロはあまり聴かれない。その分、ヴァイオリンには第1楽章に増す技術が要求される。

## 関連作品
- 弦楽のための協奏曲 ト短調 「ドレスデンのオーケストラのために」 RV156
- オーボエ協奏曲 ヘ長調 「ザクセン選帝侯のために」 RV455
- 合奏協奏曲（2つのリコーダー、3つのオーボエ、ファゴット、ヴァイオリンとリピエーノ） ト短調 「ザクセン選帝侯のために」 RV576
- ヴァイオリンソナタ・協奏曲 「ピゼンデルのために」 （該当曲多数）